# 市民生活協同組合ならコープ
市民生活協同組合ならコープ（しみんせいかつきょうどうくみあい ならコープ）は、奈良県奈良市に本部をおく消費生活協同組合。本部は奈良県奈良市恋の窪1丁目2番2号。生活協同組合コープきんき事業連合に加盟している。

## 概要
2021年3月末時点
- 本部：奈良県奈良市恋の窪1丁目2番2号
- 設立：1974年7月25日
- 組合員数：278,097人
- 加入率：46.2%
- 出資金：109億9,143万円
- 供給高：420億1,793万円
- 職員数：1,512人

## 歴史
- 1974年7月25日 - 奈良市、橿原市、大和郡山市、平群町にあった自主的な共同購入グループを統合、「奈良市民生活協同組合」が誕生する。創立総会。
- 1975年 - 機関紙「あをがき」が創刊。
- 1977年 - 初のスーパーマーケット方式店舗、「生協マーケットみみなし店（現・コープみみなし）」を橿原市に出店。
- 1978年 - 奈良市大安寺東荷田（当時。その後、恋の窪に町名変更）に本部及び北部支所を移転。
- 1982年 - 灘神戸生協（現生活協同組合コープこうべ）と事業連帯開始。
- 1989年 - 愛称に「ならコープ」を採用。現シンボルマークを制定。
- 1990年 - 物流センターを磯城郡田原本町に開設。新型店舗「コープ真美ヶ丘」を香芝市に出店。
- 1994年 - 創立20年。「市民生活協同組合ならコープ」に名称変更。
- 1998年 - 戸配の「こまどり便」を全配送センターで開始。農産加工センター開設。
- 1999年 - ショッピングセンター「ハーモニープラザ・コープたかだ」を大和高田市に出店。特別養護老人ホーム「あすなら苑」を大和郡山市に開設。
- 2002年 - ISO14001認証取得。
- 2003年 - 農産加工センターを田原本町に開設。コープきんき事業連合創立。
- 2004年 - 創立30年。奈良市の平城ニュータウン内にコープ朱雀、奈良市中山町西の学園前サティ跡地にコープ学園前を出店。
- 2005年 - 京都府城陽市に京都生協と共同の店舗物流センターを開設。ISO9001：2000認証取得。コープ西大和閉店。
- 2006年 - 奈良市宝来町に西奈良支所開設（生駒支所を移転）。
- 2009年 - 朱雀コープにテナント棟を新築。
- 2010年 - 夕食宅配サービス開始。
- 2011年 - 田原本支所開設。
- 2012年 - 奈良県医療福祉生協設立を支援。田原本物流センターに太陽光発電設備導入。
- 2013年 - 「コープあったか便移動店舗」運行開始。
- 2014年 - 配達先指定お届けサービス「きずな便」の案内開始。
- 2015年 - （株）ハートフルコープよしの（就労継続支援A型事業所）設立。（株）コープエナジーなら設立。川上村と「水源地の村づくりに関する包括連携協定」を締結
- 2016年 -田原本物流センター東棟低温センター稼働。「コープなんごう」を高田市に出店。
- 2017年 - 小売電気事業の「ならコープでんき」事業開始。ならコープグループが開発を支援したつくばね発電所（小水力発電）が稼働開始。コープ六条を閉店し、近隣にコープ七条を開店。
- 2018年 -　旧コープ六条を改装し、地域住民と生協組合員の活動拠点として「コープふれあいセンター六条」オープン。下北山村と包括連携協定を結び、下北山村営小又川水力発電所の更新工事に着手する事を合意。
- 2019年 -　ハーモニープラザ・コープたかだ閉店。たかだ未来づくりステーション「ならっぴハウス」としてスタート
- 2020年 -　㈱コープエナジーならによる下北山村小又川水力発電所の更新工事が竣工し発電再開
- 2021年 -　下市町と連携協定を結び南都銀行旧下市支店建物を活用し、ならコープ下市ステーション（配送拠点）をオープン
- 2022年　10月に本部サーバーがランサムウェアを通じた大規模なサイバー攻撃を受け、宅配事業が1ヶ月半に渡り停止する被害を受けた。

## 事業所

### 本部
奈良市恋の窪1丁目2番2号

### 物流センター
磯城郡田原本町宮古395-1

### 農産加工センター
磯城郡田原本町宮古395-1

### 支所
- 西奈良支所 奈良市宝来町1064-1
- 高田支所 大和高田市大字出165番地5
- 桜井支所 桜井市安倍木材団地1丁目13-1
- 田原本支所 磯城郡田原本町宮古395-1
- 下市ステーション　吉野郡下市町下市１００

### 店舗
- コープおしくま 奈良市押熊町1115
- コープ朱雀 奈良市朱雀6丁目9番5号
- コープ学園前 奈良市中山町西1-716-3
- コープいこま 生駒市俵口町758-1
- コープいまご 大和郡山市今国府町366-5
- コープたつたがわ 生駒郡平群町椿井734-1
- コープ真美ケ丘 香芝市真美ヶ丘1丁目14-5
- コープみみなし 橿原市新賀町478
- コープなんごう　大和高田市大字大谷758-81
- コープ七条　奈良市七条西町二丁目1101

## 子会社、関与法人
- 株式会社奈良コープ産業
- 株式会社CWS
- 社会福祉法人協同福祉会　特別養護老人ホーム「あすなら苑」
- 株式会社ハートフルコープなら
- 株式会社ハートフルコープよしの
- 株式会社コープエナジーなら
- 一般財団法人再エネ協同基金

## 特徴
- コープきんき事業連合の一員であり、近畿の他生協との商品カタログの共通化をはかっているが、地元産野菜、パン、柿の葉寿司などの独自商品にも力を入れている。
- 学園前や朱雀などの店舗はコープこうべの店舗をモデルとしており、既存の店舗についてもコープこうべの店舗をモデルに改装されている。
- シンボルマークは話し合い・力を合わせる協同の輪をイメージ。3つの輪を象徴した形は、『輪と和と話』『出資・利用・運営』『安心・安全・信頼』など生協の基本理念を表現しており、楕円は上昇を意味する。
- 「奈良市民生活協同組合」から「市民生活協同組合ならコープ」に変更した理由として、奈良市民しか利用できないという誤解を受けたから、という説もある。
- 基本的に店舗利用はならコープの組合員限定だが、京都府との府県境が近い「コープおしくま」のみ、京都生協の組合員も利用できる。